# 발라노포라과
발라노포라과(Balanophoraceae)는 단향목에 속하는 속씨식물과의 하나이다. 아열대와 열대 지역에서 분포하는 기생 식물이다. 17개 속에 약 50여 종으로 이루어져 있다.
2003년의 APG II 분류 체계(1998년의 APG 분류 체계와 다르지 않음) 또한 이 과를 인정했지만, 특정한 목으로는 분류하지 않았다. AP-웹사이트는 현재 단향목으로 분류하고 있으며, 1981년의 크론퀴스트 분류 체계 또한 단향목으로 분류했다.

## 속
- Balanophora
- Chlamydophytum
- Corynaea
- Dactylanthus
- Ditepalanthus
- Exorhopala
- Hachettea
- Helosis
- Langsdorffia
- Lophophytum Schott & Endl.
- Mystropetalon
- Ombrophytum Poepp. ex Endl.
- Rhopalocnemis
- Sarcophyte
- Scybalium
- Thonningia

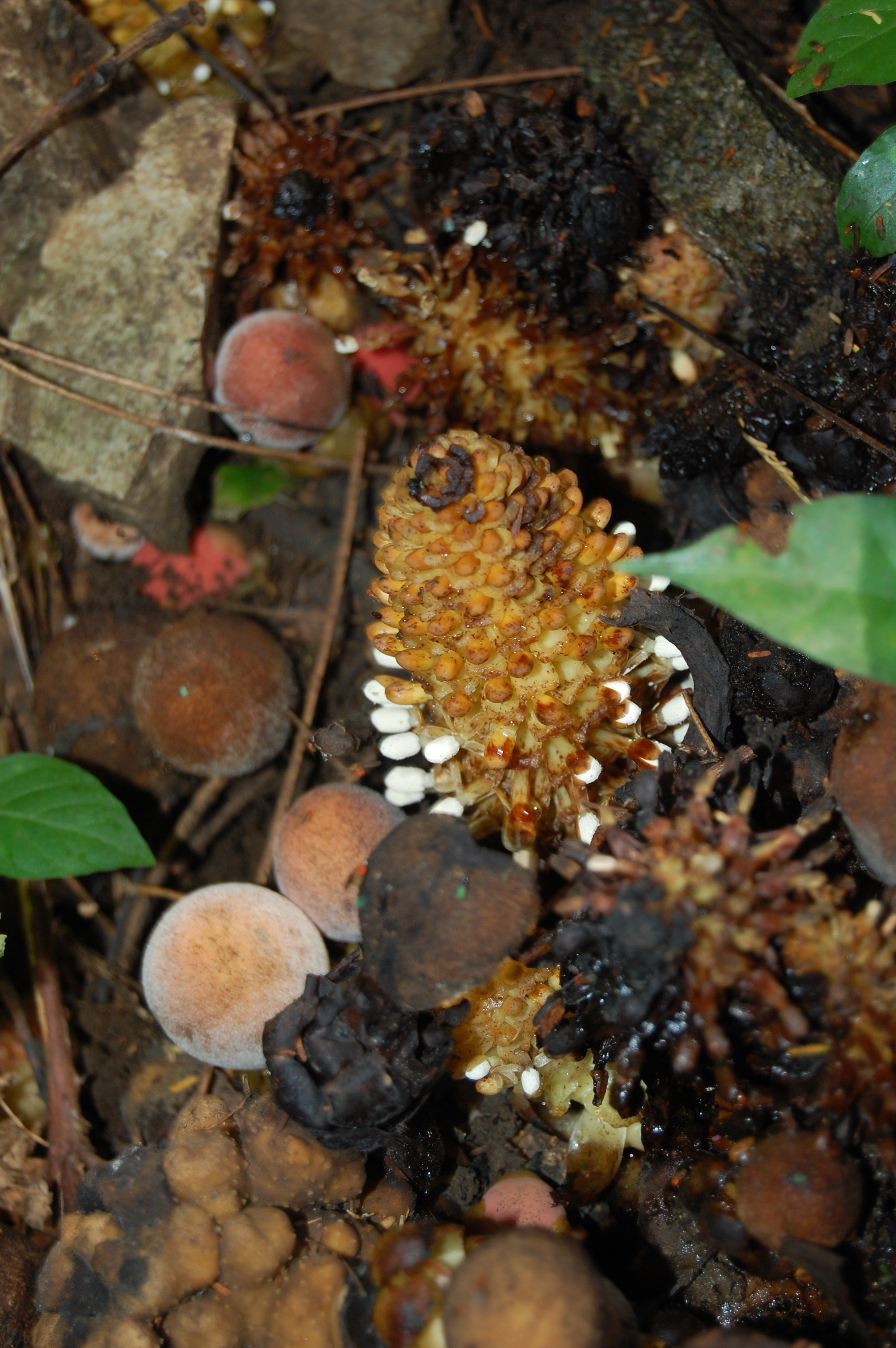
Balanophora indica
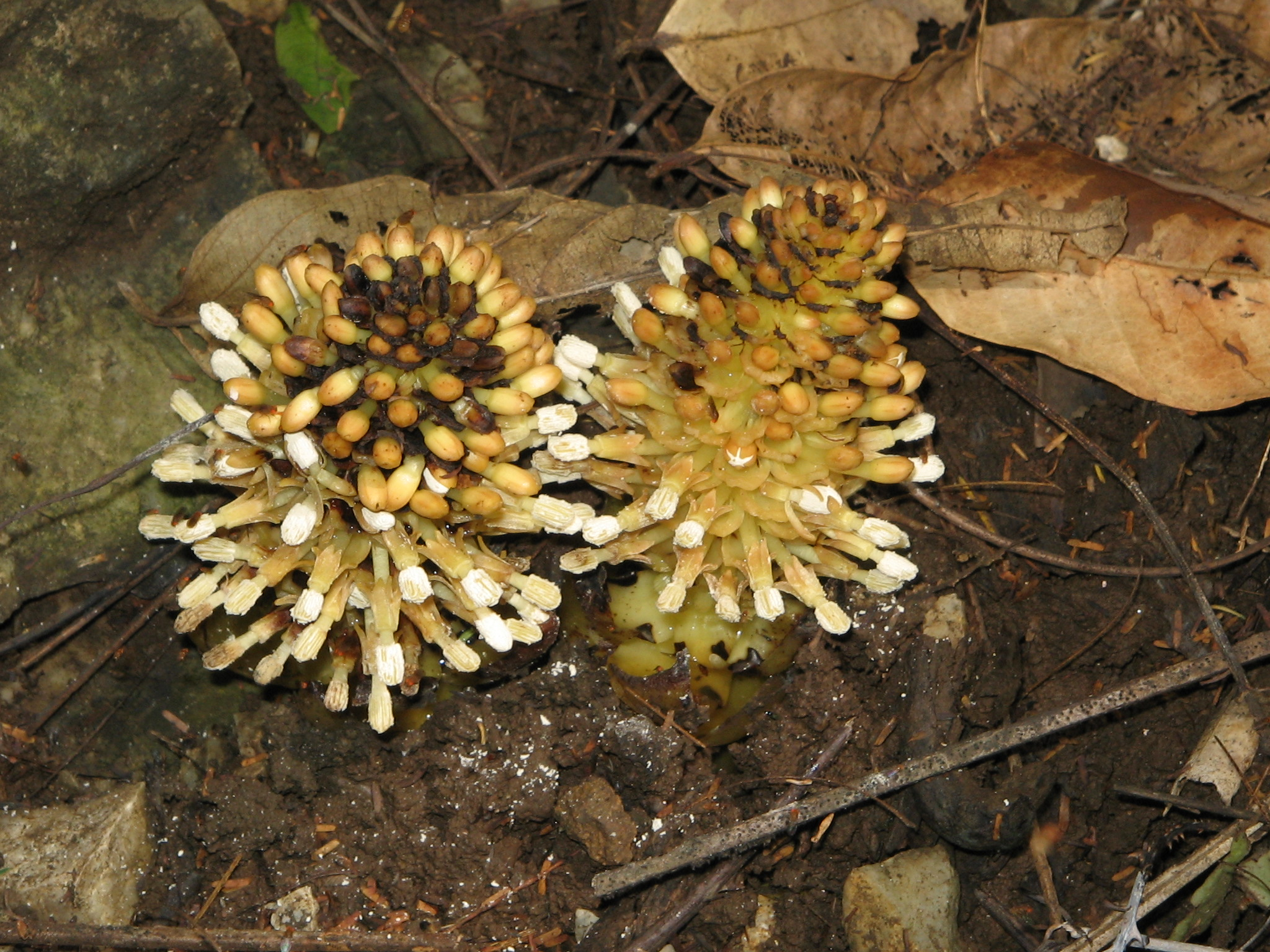
Male stems
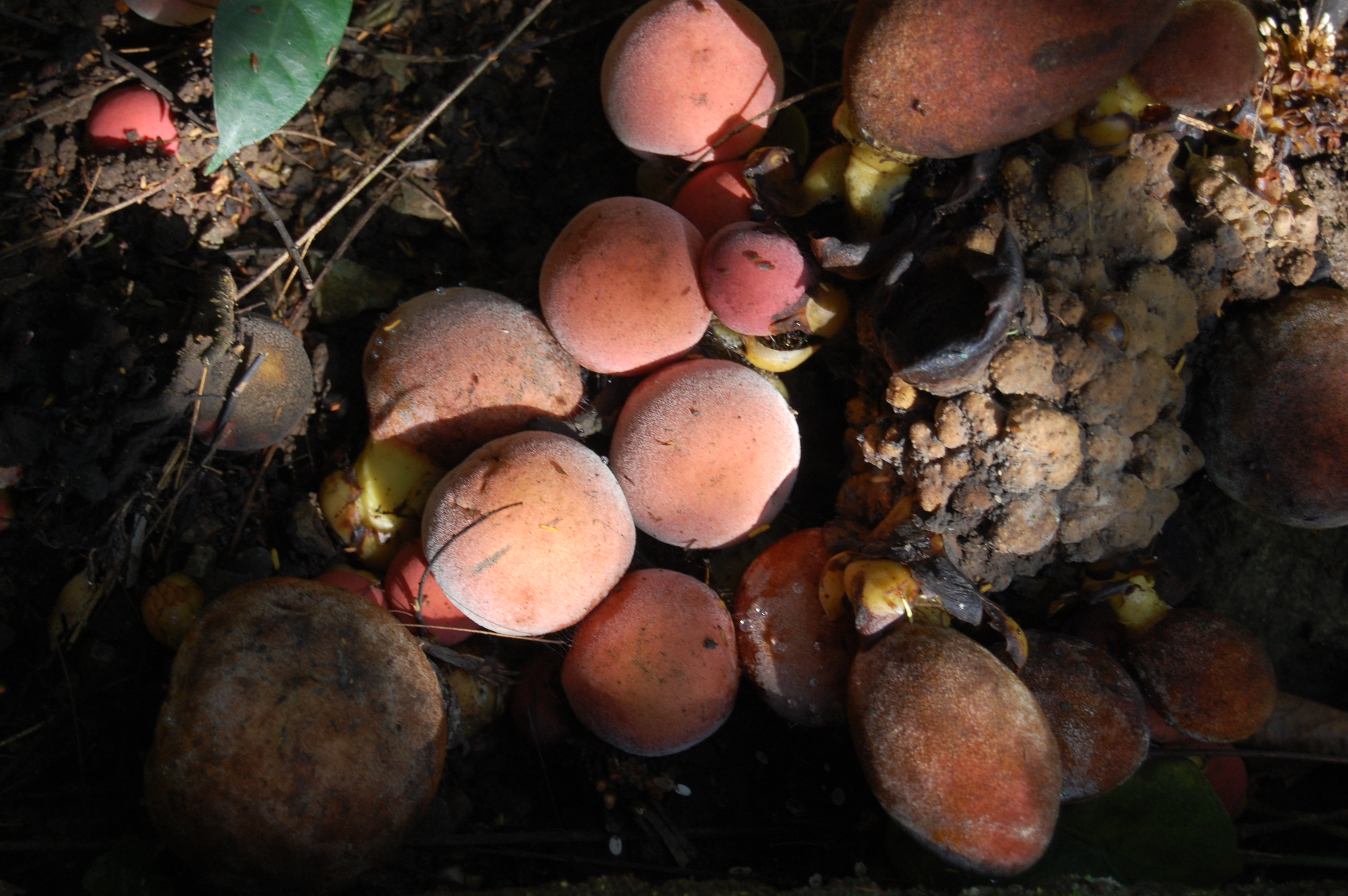
Female stems